# Garin d'Apchier
Garin d'Apchier est un troubadour qui vécut sans doute au XIIe siècle, dans le nord du Gévaudan. Si les dates de sa vie nous sont inconnues, sa biographie (sa vida) précise qu'il fut un « noble châtelain du diocèse de Mende [...] vaillant et bon guerrier, généreux bon troubadour et beau chevalier ». Le terme d'Apchier renvoie à la baronnie d'Apchier dont le château était situé à Apcher (commune de Prunières, Lozère).

## Biographie
Au XIIe siècle, le Gévaudan est découpé en huit baronnies. Guérin de Châteauneuf (issu donc de la famille de Randon) épouse Alix d'Apchier et prendra alors le titre de baron d'Apchier. Il est donc possible que ce Garin d'Apchier soit le même que celui qui est né Guérin de Châteauneuf, et qui est le premier d'Apchier à porter le nom de Guérin (ce qui sera le cas de ses descendants). Il est par ailleurs le seul Garin d'Apchier à avoir vécu au XIIe siècle.

## Écrits
Il est considéré comme l'auteur du tout premier descort connu qui débute par ces deux vers :
Quan foill' et flors reverdezis
et aug lo chan del rossignol
ce qui donne en français :
Lorsque la feuille et la fleur reverdissent
et que j'entends le chant du rossignol

## Sources et références
1. ↑  Félix Buffière, Ce tant rude Gévaudan [détail des éditions], tome I, p. 727
2. ↑  Anne Trémolet de Villers, Trobar en Gévaudan, 1993
3. ↑  (it) « Garin d'Apchier » (consulté le 29 mars 2014)